# Kenianische Evangelisch-Lutherische Kirche
Die Kenianische Evangelisch-Lutherische Kirche englisch Kenya evangelical-lutheran Church (KELC) ist eine lutherische Kirche vorwiegend im südöstlichen Teil Kenias, die aus der tansanischen lutherischen Kirche (ELCT) hervorgegangen ist und seit 1992 Mitglied im Lutherischen Weltbund ist.

## Geschichte
Die Wurzeln der KELC liegen in der wirtschaftlichen Entwicklung Ostafrikas der 1960er Jahre und der Gründung der Ostafrikanischen Gemeinschaft. Lutherische Arbeiter aus Tansania siedelten zunächst im ländlichen Bereich, ab 1960 in Mombasa und Nairobi an und baten ihre Mutterkirche, die lutherische Kirche von Tansania (ELCT) um Unterstützung. Seit 1965 gab es erste Schritte zur Gründung einer lutherischen Kirche durch die tansanischen Lutheraner in Mombasa und Nairobi. Zwischenzeitlich gab es auch Bemühungen zur Zusammenarbeit mit der evangelisch-lutherischen Kirche in Kenia (ELCK), die aber 1966 scheiterten. Am 3. Juli 1968 wurde die ehemalige Kenia-Synode als Gliedkirche der lutherischen Kirche in Tansania registriert. Die KELC entwickelte sich in den folgenden Jahren immer mehr zu einer eigenständigen Kirche, so dass zwanzig Jahre später, im Mai 1989, die ELCT der Registrierung der Kenia-Synode als eigenständige Kirche zustimmte. Seitdem führt sie den Namen Kenya Evangelical-Lutheran Church (KELC). 1991 wurde Zachariah Kahuthu zum Präsidenten der KELC gewählt und es erfolgte die staatliche Anerkennung der Kirche, so dass am 16. Februar 1992 die KELC offiziell gegründet und Kahuthu als ihr Präsident eingeführt werden konnte. Noch im selben Jahr erfolgte die Aufnahme als Mitglied im Lutherischen Weltbund.
Nach verschiedentlichen Reformen und Beratungen änderte die KELC ihre Struktur und Kahuthu wurde am 15. Juli 1995 zum ersten Bischof der KELC gewählt und die KELC wurde in den Ökumenischen Rat der Kirchen (ÖRK) aufgenommen. Ganz bewusst entschied sich die Synode gegen die Einführung von Regionalbischöfen und Diözesen ähnlich der ELCT, sondern für eine flache Hierarchie mit Verwaltungsdistrikten und Distriktpastoren. Ab 2003 wurde der erste Fünfjahresplan zur weiteren Entwicklung der KELC ausgearbeitet mit dem Ziel, dass 1 % der Bevölkerung Mitglied einer lutherischen Kirche werde. 2009 wurde Bischof Kahuthu bis zu seinem Ruhestand 2020 wiedergewählt. Aufgrund der COVID-19-Pandemie verzögerte sich 2020 die Einführung des bereits 2019 gewählten Nachfolgers Johnson Ole Kutuk Meliyio durch den leitenden Bischof der tansanischen lutherischen Kirche Fredrick Onael Shoo.

## Bischöfe
1. Zachariah Wachira Kahuthu (1995–2020)
2. Johnson Ole Kutuk Meliyo (seit 2020)

## Ökumene
Die Kenianische Evangelisch-Lutherische Kirche (KELC) ist Mitglied im Lutherischen Weltbund, in der lutherischen Gemeinschaft in Zentral- und Ostafrika (LUCCEA), in der Gesamtafrikanischen Kirchenkonferenz und im Nationalen Christenrat Kenias und dem Ökumenischen Rat der Kirchen. Sie pflegt partnerschaftliche Beziehungen zu Kirchen und Missionsorganisationen in Tansania, Deutschland, Schweden und den USA.

## Kirchliches Leben
Von dem anfänglichen Bedürfnis der ersten Kirchenmitglieder nach einer geistigen Heimat und gottesdienstlichen Versorgung mit ihrer bekannten Liturgie verfolgte die KELC einen zunehmend diakonisch-pädagogisch geprägten Ansatz. Schon früh widmete sich die KELC am Standort der Kirchenleitung der Versorgung von Straßen- und Waisenkindern. Im Jahr 2000 wurde die Abteilung für christliche Bildungsarbeit gegründet. Ihr folgte 2002 die Ausarbeitung eines Aktionsplans zur Bekämpfung von Aids. Nach einer langen Dürre mit nachfolgenden Fluten engagierte sich die KELC in den Jahren 2005 und 2006 in der Bekämpfung der Folgen von Hunger. In Folge der Präsidentschafts- und Parlamentswahlen 2007 startete sie ein Nothilfeprogramm für die Opfer politischer Gewalt und führten Friedensbildungsmaßnahmen in der Jugendarbeit ein. Ab 2010 beginnt die KELC ihren ambitionierten Prozess zur dauerhaften Gestaltung der eigenen Arbeit auf allen Ebenen.

### Dienste und Werke
Am Sitz der Kirchenleitung und -verwaltung in Nairobi sind auch die übergeordneten Arbeitsbereiche angesiedelt, die den Gemeinden im Gebiet der gesamten KELC zuarbeiten.

#### Frauenwerk
Zur wichtigsten Aufgabe des Frauenwerkes der KELC gehört der Einsatz für die Rechte der Frauen und der Persönlichkeitsstärkung. Durch die Generationen hinweg sind es zumeist die Frauen, die die Kern- und Großfamilie zusammenhalten und versorgen. Gleichzeitig haben die Frauen nach wie vor größere Probleme schulische und universitäre Bildungsabschlüsse zu erreichen. Landesweit wird ein vielfältiges Seminar- und Bildungsprogramm durchgeführt, um die Frauen in ihren Rechten und Möglichkeiten zu unterstützen. Darüber hinaus werden regionale Projekte wie Maismühlen, Wassertanks, Gästehäuser oder Schneidereien gefördert.

#### Jugendwerk
Neben der Begleitung der jeweiligen Jugendparlamente in den Regionen und Gemeinden organisiert das Jugendwerk alle zwei Jahre eine große Jugendfreizeit, zu der Teilnehmende aus allen Gemeinden für eine Woche zu einer Jugendralley zusammenkommen. Neben Bibelarbeit und gemeinsamen Gottesdiensten findet dort Friedensbildungs- und Aufklärungsarbeit statt.

#### Bildungswerk
Vom Bildungswerk der KELC gehen Fortbildungen für die Pastorinnen und Pastoren, der Mitarbeitenden für Kindergottesdienst und Konfirmandenunterricht und die Ausbildung von Predigerinnen und Predigern für die Gemeindesprengel aus. Zusätzlich werden Einkehrtage für kirchlichen Mitarbeitenden konzipiert und durchgeführt. Wichtiger Bestandteil für die weit verstreuten Gemeinden ist ein mobiler Buchladen. Außerdem bringt das Bildungswerk jedes Jahr einen liturgischen Kalender in Form eines Terminkalenders heraus, der zur Finanzierung der Arbeit beiträgt.

#### Diakonisches Werk
Die diakonische Arbeit für die Gesellschaft ist eine der Hauptaufgaben der KELC. Dabei reicht die Arbeit von der Unterstützung von Kleinprojekten und bei persönlichen Notlagen der Gemeindeglieder bis hin zum strukturellen Aufbau von Hilfs- und Unterstützungsmöglichkeiten. In den Regionen werden Ehrenamtliche in erste Hilfe Kursen ausgebildet und es finden Schulungen für Microfinanzierungsprojekte statt. Über einen Schulfonds werden jedes Jahr die benötigten Kosten für den Schulbesuch von benachteiligten Kindern aufgebracht und Aids/HIV-Waisen werden durch Lebensmittelunterstützung im Verband der Großfamilie unterstützt. Nach den durch Dürre, Flut und Heuschreckenschwärmen verursachten Lebensmittelengpässen, wurden die Gemeinden mit Grundnahrungsmitteln versorgt.

#### Kommunikation und Öffentlichkeitsarbeit
Seit einigen Jahren ist die Stelle des Kommunikationsmanagers nicht mehr besetzt.

### Weitere Arbeitsschwerpunkte
Die Gemeinden in Malindi, Taveta, Kambu, Voi und Nairobi haben Gästehäuser errichtet, mit deren Vermietung sie einen Teil der kirchlichen Arbeit finanzieren. Weitere Gemeinden unterhalten Kindergärten und in Kajiado wird eine Grundschule besonders für Maasai-Kinder geführt, die gleichzeitig über einen Brunnen verfügt, der als zentrale Wasserstelle der Region dient.
In Voi wird mit den Einnahmen aus dem Gästehaus eine kleine Bibelschule mitfinanziert, die ein dreijähriges Ausbildungsprogramm für Evangelistinnen und Evangelisten anbietet.

#### PLCC
1993 entstand im Rahmen der Generalversammlung der Frauen der KELC die Idee ein Zentrum für Straßenkinder in Nairobi zu gründen. Bereits im folgenden Jahr begann die damalige Frauenkoordinatorin Rut Abrahamson die Arbeit mit 10 Mädchen im Stadtteil Pangani und legte die Wurzeln für das sogenannte Pangani Lutheran Childern Centre (PLCC) an der Chai Road. Inzwischen besteht das PLCC aus drei Abteilungen und 16 Angestellten und ermöglicht 121 Mädchen unterschiedlichen Alters eine verlässliche Schulausbildung.

### Abgrenzung zur ELCK
Neben der KELC, deren Arbeitsgebiet sich von Nairobi nach Osten und Süden erstreckt, gibt es in Kenia noch die Evangelisch-Lutherische Kirche in Kenia (ELCK) im Nordwesten des Landes. 1948 hat die Lutherische Freikirchliche Mission aus Schweden dort mit der Arbeit begonnen. Lutherische Missionen aus den nordischen Ländern und den USA schlossen sich an. Die ELCK gehört historisch zu den Missionskirche und ist zwar Mitglied des Lutherischen Weltbundes, aber nicht des Ökumenischen Rats der Kirchen.

## Partnerkirchen
Die KELC pflegt partnerschaftliche Beziehungen zu Kirchen und Missionsorganisationen in Tansania, Schweden, Deutschland und den USA und lädt ihre Partner jedes Jahr zum Vereinigten Missionskomitee (englisch Joint Mission KELC Committee JMCK).
Innerhalb Deutschlands haben sich landeskirchenübergreifend Partnerschaftsgruppen und -kreise zu einem Arbeitskreis (AK Kenia) zusammengetan und koordinieren darüber ihre Aktivitäten.